# Oxalis polymorpha
Oxalis polymorpha är en harsyreväxtart. Oxalis polymorpha ingår i släktet oxalisar, och familjen harsyreväxter.

## Underarter
Arten delas in i följande underarter:
- O. p. polymorpha
- O. p. tijucana